# Leichtathletik-Weltmeisterschaften 1997/400 m der Männer
Der 400-Meter-Lauf der Männer bei den Leichtathletik-Weltmeisterschaften 1997 wurde vom 3. bis 5. August 1997 im Olympiastadion der griechischen Hauptstadt Athen ausgetragen.
In diesem Wettbewerb errangen die US-amerikanischen Läufer mit Gold und Bronze zwei Medaillen. Es siegte der zweifache Weltmeister (1993/1995) und Olympiasieger von 1996 Michael Johnson, der auch über 200 Meter zweifacher Weltmeister (1991/1995) und Olympiasieger von 1996 war. Er hatte außerdem mit der 4-mal-400-Meter-Staffel der USA zwei WM-Titel (1993/1995) und 1996 den Olympiasieg errungen. Somit war Michael Johnson jetzt siebenfacher Weltmeister. Silber ging an den Olympiadritten von 1996 Davis Kamoga aus Uganda. Tyree Washington errang die Bronzemedaille.

## Bestehende Rekorde
| Weltrekord | 43,29 s | Harry Reynolds  | Zürich, Schweiz                       | 17. August 1988 |
| WM-Rekord  | 43,39 s | Michael Johnson | WM 1993 in 1995 in Göteborg, Schweden | 9. August 1995  |

Der bestehende WM-Rekord wurde bei diesen Weltmeisterschaften nicht eingestellt und nicht verbessert.
In keinem Rennen wurden Zeiten unter 44 Sekunden erzielt.
Es wurden fünf neue Landesrekorde aufgestellt:
- Benjamin Youla (Republik Kongo): 46,62 s (2. Vorlauf)
- Sugath Thilakaratne (Sri Lanka): 45,58 s (3. Vorlauf)
- Robert Maćkowiak (Polen): 45,26 s (1. Viertelfinallauf)
- Benjamin Youla (Republik Kongo): 46,29 s (2. Viertelfinallauf)
- Davis Kamoga (Uganda): 44,37 s (Finale)

## Doping
In diesem Wettbewerb gab es einen Dopingfall.
Der zunächst siebtplatzierte US-Amerikaner Antonio Pettigrew gestand, ab 1997 Dopingmittel von Angel Heredia, einem mexikanischen Händler, bezogen zu haben, darunter Erythropoetin, auch bekannt als EPO, sowie Wachstumshormone. Daraufhin wurden ihm einige Resultate aberkannt, darunter sein siebter Platz über 400 Meter sowie sein Sieg mit der US-amerikanischen 4-mal-400-Meter-Staffel bei diesen Weltmeisterschaften.
Benachteiligt waren drei Athleten, denen der eigentlich berechtigte Einzug in die jeweils nächste Runde verwehrt blieb:
- Odair Pericles aus São Tomé und Príncipe wäre über seine Zeit im Viertelfinale startberechtigt gewesen.
- Eswort Coombs (St. Vincent und die Grenadinen) hatte sich über seine Zeit eigentlich für das Halbfinale qualifiziert.
- Der Jamaikaner Davian Clarke hatte sich über seine Platzierung eigentlich die Startberechtigung für das Finale verdient.

## Vorrunde
Die Vorrunde wurde in sieben Läufen durchgeführt. Die ersten vier Athleten pro Lauf – hellblau unterlegt – sowie die darüber hinaus vier zeitschnellsten Läufer – hellgrün unterlegt – qualifizierten sich für das Viertelfinale.

### Vorlauf 1
| Platz | Name            | Nation              | Zeit (s) |
| ----- | --------------- | ------------------- | -------- |
| 1     | Jamie Baulch    | Großbritannien      | 45,85    |
| 2     | Roxbert Martin  | Jamaika             | 46,04    |
| 3     | Tawanda Chiwira | Simbabwe            | 46,09    |
| 4     | Benjamin Youla  | Republik Kongo      | 46,62 NR |
| 5     | Roman Galkin    | Ukraine             | 46,82    |
| 6     | Antonio Andrés  | Spanien             | 46,94    |
| DNF   | Neil de Silva   | Trinidad und Tobago |          |

### Vorlauf 2
3. August 1997, 9:23 Uhr
| Platz | Name               | Nation                       | Zeit (s) |
| ----- | ------------------ | ---------------------------- | -------- |
| 1     | Michael McDonald   | Jamaika                      | 45,89    |
| 2     | Davis Kamoga       | Uganda                       | 46,17    |
| 3     | Alejandro Cárdenas | Mexiko                       | 46,26    |
| 4     | Shon Ju-Il         | Südkorea                     | 47,47    |
| 5     | Liod Kgopong       | Südafrika                    | 47,66    |
| 6     | Kendon Maynard     | Amerikanische Jungferninseln | 47,83    |
| 7     | Mohsin Munir       | Pakistan                     | 49,61    |
| DNS   | Jude Monye         | Nigeria                      |          |

### Vorlauf 3
3. August 1997, 9:31 Uhr
| Platz | Name                | Nation              | Zeit (s) |
| ----- | ------------------- | ------------------- | -------- |
| 1     | Sanderlei Parrela   | Brasilien           | 45,35    |
| 2     | Tyree Washington    | USA                 | 45,35    |
| 3     | Sugath Thilakaratne | Sri Lanka           | 45,58 NR |
| 4     | Ibrahima Wade       | Senegal             | 45,61    |
| 5     | Mathias Rusterholz  | Schweiz             | 45,76    |
| 6     | Jean-Louis Rapnouil | Frankreich          | 45,85    |
| 7     | Kenmore Hughes      | Antigua und Barbuda | 47,11    |

### Vorlauf 4
3. August 1997, 9:39 Uhr
| Platz | Name                     | Nation         | Zeit (s) |
| ----- | ------------------------ | -------------- | -------- |
| 1     | Iwan Thomas              | Großbritannien | 45,62    |
| 2     | Davian Clarke            | Jamaika        | 45,77    |
| 3     | Tomasz Czubak            | Polen          | 45,82    |
| 4     | Arnaud Malherbe          | Südafrika      | 46,08    |
| 5     | Samir-Adel Louahla       | Algerien       | 46,22    |
| 6     | Konstantinos Moumoulidis | Griechenland   | 46,64    |
| 7     | Evripides Demosthenous   | Zypern         | 47,57    |

### Vorlauf 5
3. August 1997, 9:47 Uhr
| Platz | Name            | Nation                         | Zeit (s)                                            |
| ----- | --------------- | ------------------------------ | --------------------------------------------------- |
| 1     | Michael Johnson | USA                            | 45,66                                               |
| 2     | Eswort Coombs   | St. Vincent und die Grenadinen | 45,78                                               |
| 3     | Hachim Ndiaye   | Senegal                        | 45,84                                               |
| 4     | Kennedy Ochieng | Kenia                          | 45,88                                               |
| 5     | Marco Vaccari   | Italien                        | 46,00                                               |
| 6     | Odair Pericles  | São Tomé und Príncipe          | 46,48 eigentlich für das Viertelfinale qualifiziert |
| 7     | Jan Poděbradský | Tschechien                     | 46,52                                               |

### Vorlauf 6
3. August 1997, 9:55 Uhr
| Platz | Name                      | Nation         | Zeit (s) |
| ----- | ------------------------- | -------------- | -------- |
| 1     | Jerome Young              | USA            | 45,34    |
| 2     | Mark Richardson           | Großbritannien | 45,44    |
| 3     | Sunday Bada               | Nigeria        | 45,79    |
| 4     | Ibrahim Ismail Muftah     | Katar          | 45,88    |
| 5     | Soloveni Koroi            | Fidschi        | 46,51    |
| 6     | Shigekazu Omori           | Japan          | 47,09    |
| 7     | Eugene Farrell            | Irland         | 48,20    |
| 8     | Bashir Mohamed Al Khewani | Jemen          | 50,96    |

### Vorlauf 7
3. August 1997, 10:03 Uhr
| Platz | Name              | Nation                   | Zeit (s)                         |
| ----- | ----------------- | ------------------------ | -------------------------------- |
| 1     | Štefan Balošák    | Slowakei                 | 45,67                            |
| 2     | Clement Chukwu    | Nigeria                  | 45,84                            |
| 3     | Robert Maćkowiak  | Polen                    | 46,10                            |
| 4     | Rafik Elouardi    | Österreich               | 46,15                            |
| 5     | Dennis Darling    | Bahamas                  | 46,95                            |
| 6     | Angelo Ignatius   | Niederländische Antillen | 49,01                            |
| DOP   | Antonio Pettigrew | USA                      | für das Viertelfinale zugelassen |

## Viertelfinale
Aus den vier Viertelfinalläufen qualifizierten sich die jeweils ersten drei Athleten – hellblau unterlegt – sowie die darüber hinaus vier zeitschnellsten Läufer – hellgrün unterlegt – für das Halbfinale.

### Viertelfinallauf 1
3. August 1997, 18:00 Uhr
| Platz | Name               | Nation         | Zeit (s)                      |
| ----- | ------------------ | -------------- | ----------------------------- |
| 1     | Iwan Thomas        | Großbritannien | 44,98                         |
| 2     | Robert Maćkowiak   | Polen          | 45,26 NR                      |
| 3     | Roxbert Martin     | Jamaika        | 45,37                         |
| 4     | Štefan Balošák     | Slowakei       | 45,48                         |
| 5     | Mathias Rusterholz | Schweiz        | 45,89                         |
| 6     | Alejandro Cárdenas | Mexiko         | 46,63                         |
| 7     | Shon Ju-Il         | Südkorea       | 47,36                         |
| DOP   | Antonio Pettigrew  | USA            | für das Halbfinale zugelassen |

### Viertelfinallauf 2
3. August 1997, 18:07 Uhr
| Platz | Name                | Nation                         | Zeit (s)                                         |
| ----- | ------------------- | ------------------------------ | ------------------------------------------------ |
| 1     | Jamie Baulch        | Großbritannien                 | 45,06                                            |
| 2     | Davis Kamoga        | Uganda                         | 45,25                                            |
| 3     | Ibrahima Wade       | Senegal                        | 45,38                                            |
| 4     | Michael Johnson     | USA                            | 45,39                                            |
| 5     | Eswort Coombs       | St. Vincent und die Grenadinen | 45,47 eigentlich für das Halbfinale qualifiziert |
| 6     | Jean-Louis Rapnouil | Frankreich                     | 46,14                                            |
| 7     | Tawanda Chiwira     | Simbabwe                       | 46,22                                            |
| 8     | Benjamin Youla      | Republik Kongo                 | 46,29 NR                                         |

### Viertelfinallauf 3
3. August 1997, 18:14 Uhr
| Platz | Name                | Nation    | Zeit (s) |
| ----- | ------------------- | --------- | -------- |
| 1     | Clement Chukwu      | Nigeria   | 45,06    |
| 2     | Tyree Washington    | USA       | 45,09    |
| 3     | Davian Clarke       | Jamaika   | 45,27    |
| 4     | Hachim Ndiaye       | Senegal   | 45,44    |
| 5     | Sugath Thilakaratne | Sri Lanka | 46,11    |
| 6     | Kennedy Ochieng     | Kenia     | 46,28    |
| 7     | Marco Vaccari       | Italien   | 46,32    |
| DNS   | Sanderlei Parrela   | Brasilien |          |

### Viertelfinallauf 4
3. August 1997, 18:21 Uhr
| Platz | Name                  | Nation         | Zeit (s) |
| ----- | --------------------- | -------------- | -------- |
| 1     | Jerome Young          | USA            | 44,87    |
| 2     | Mark Richardson       | Großbritannien | 45,05    |
| 3     | Michael McDonald      | Jamaika        | 45,16    |
| 4     | Sunday Bada           | Nigeria        | 45,37    |
| 5     | Tomasz Czubak         | Polen          | 45,41    |
| 6     | Ibrahim Ismail Muftah | Katar          | 46,12    |
| 7     | Samir-Adel Louahla    | Algerien       | 46,23    |
| 8     | Arnaud Malherbe       | Südafrika      | 46,73    |

## Halbfinale

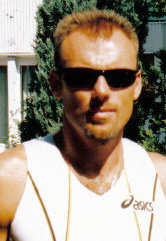
Robert Maćkowiak – im Viertelfinale stellte er einen polnischen Landesrekord auf, zum Halbfinale konnte er nicht mehr antreten

Aus den beiden Halbfinalläufen qualifizierten sich die jeweils ersten vier Athleten – hellblau unterlegt – für das Finale.

### Halbfinallauf 1
4. August 1997, 19:35 Uhr
| Platz | Name              | Nation         | Zeit (s)                                     |
| ----- | ----------------- | -------------- | -------------------------------------------- |
| 1     | Tyree Washington  | USA            | 44,61                                        |
| 2     | Mark Richardson   | Großbritannien | 44,62                                        |
| 3     | Jamie Baulch      | Großbritannien | 44,69                                        |
| 4     | Davian Clarke     | Jamaika        | 45,07 eigentlich für das Finale qualifiziert |
| 5     | Ibrahima Wade     | Senegal        | 45,47                                        |
| 6     | Sunday Bada       | Nigeria        | 45,96                                        |
| DOP   | Antonio Pettigrew | USA            | für das Finale zugelassen                    |
| DNS   | Robert Maćkowiak  | Polen          |                                              |

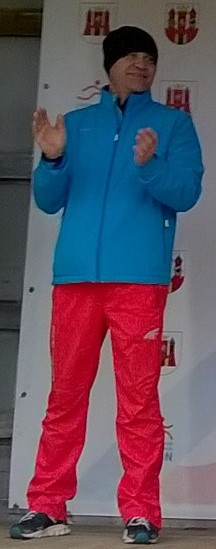
Tomasz Czubak (Foto: 2016) schaffte es bis ins Halbfinale und schied dort als Siebter seines Rennens aus

### Halbfinallauf 2
4. August 1997, 19:45 Uhr
| Platz | Name             | Nation         | Zeit (s) |
| ----- | ---------------- | -------------- | -------- |
| 1     | Michael Johnson  | USA            | 44,37    |
| 2     | Jerome Young     | USA            | 44,50    |
| 3     | Davis Kamoga     | Uganda         | 44,57    |
| 4     | Iwan Thomas      | Großbritannien | 44,61    |
| 5     | Clement Chukwu   | Nigeria        | 45,26    |
| 6     | Roxbert Martin   | Jamaika        | 45,49    |
| 7     | Tomasz Czubak    | Polen          | 45,51    |
| 8     | Michael McDonald | Jamaika        | 45,74    |

## Finale

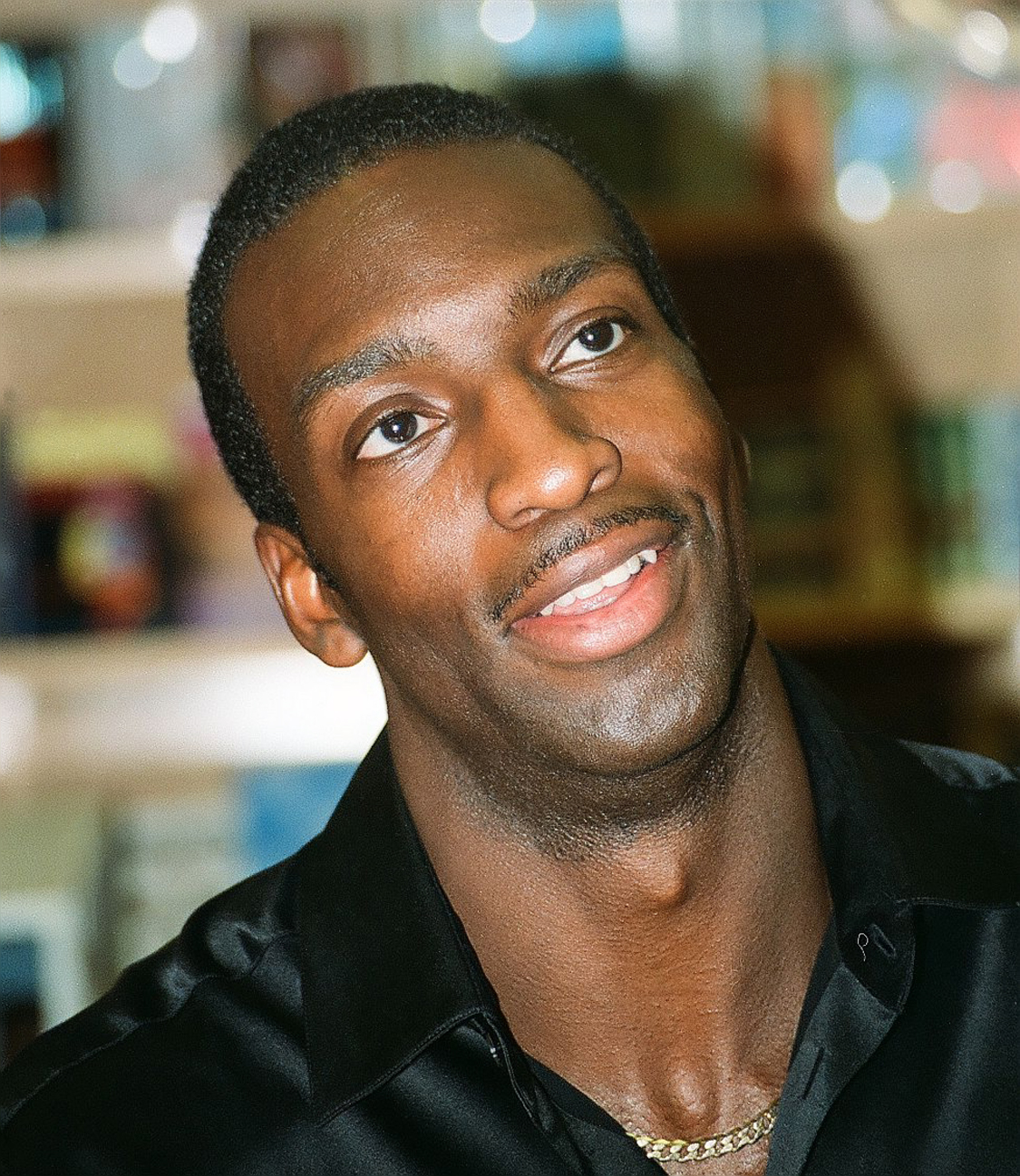
Weltmeister Michael Johnson eroberte seinen siebten WM-Titel (Disziplinen: 200, 400 Meter und 4 × 400 m)
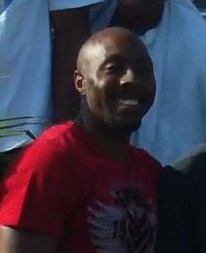
Bronzemedaillengewinner Tyree Washington

5. August 1997, 20:40 Uhr
| Platz | Name              | Nation         | Zeit (s) |
| ----- | ----------------- | -------------- | -------- |
| 1     | Michael Johnson   | USA            | 44,12    |
| 2     | Davis Kamoga      | Uganda         | 44,37 NR |
| 3     | Tyree Washington  | USA            | 44,39    |
| 4     | Mark Richardson   | Großbritannien | 44,47    |
| 5     | Jerome Young      | USA            | 44,51    |
| 6     | Iwan Thomas       | Großbritannien | 44,52    |
| 7     | Jamie Baulch      | Großbritannien | 45,22    |
| DOP   | Antonio Pettigrew | USA            |          |

## Video
- Men's 400m Final - 1997 IAAF World Championships auf youtube.com, abgerufen am 13. Juni 2020